# Новозеландская чернеть
Новозела́ндская че́рнеть (лат. Aythya novaeseelandiae) — птица семейства утиных.

## Описание
Новозеландская чернеть принадлежат к утиным, у которых отсутствует выраженный половой диморфизм. У обоих полов чёрно-коричневое оперение. У селезня жёлтая радужная оболочка, клюв голубой. У утки напротив радужная оболочка оливково-коричневого цвета, оперение на нижней стороне тела слегка осветлённое.
Коричневое оперение пуховичков на верхней стороне светлеет на шее и лице к коричневато-серому. Как клюв, так и радужная оболочка и ноги окрашены у них в тёмно-серый цвет, в то время как перепонки чёрного цвета.

## Распространение
Новозеландская чернеть распространена в Новой Зеландии и была там вплоть до начала 20-го века частой птицей. Из-за частой охоты на неё число птиц настолько быстро убавилось, что уже в 1934 году в Новой Зеландии она была вычеркнута из списка охотничепромысловых птиц.
Сегодня популяция оценивается менее 10 тыс. взрослых птиц. Повторные попытки переселения в юго-восточную часть острова Северный Новой Зеландии оказались успешными. Сегодня там снова существуют несколько небольших популяций, которые в своём составе стабильны.

## Местообитание и питание
Новозеландская чернеть обитает предпочтительно на ясных, глубоких озёрах в горных и пастбищных регионах Новой Зеландии. Они встречаются там на высоте до 1 000 м над уровнем моря.
Они питаются как и многие другие чернети предпочтительно мелкими моллюсками.

## Размножение
Брачный период этой утки проходит в сентябре и октябре. В позднем октябре и ноябре начинается сезон гнездования. Утки строят свои гнёзда в камыше или на влажных лугах вблизи водоёма. При этом образуются свободные гнездовые колонии. Кладка состоит из 4—8 кремовых яиц. Селезни держатся в течение инкубационного периода поблизости от гнездящихся уток и также участвуют позже в руководстве утятами.
Утята вылупляются через 28—30 дней. Они весят приблизительно 40 г.